# Taquelote III
Taquelote III (em egípcio: Takelot) ou Taquelótis III (em grego: Τακελωθις; romaniz.: Takelothis), foi o 4º faraó da XXIII dinastia. Antes era sumo sacerdote de Heracleópolis, mas foi nomeado senhor dali por seu pai Osocor III (r. 787–759 a.C.). Em 765 a.C., foi feito cofaraó por Osocor, com quem governou até 759 a.C.. Depois, teve breve reinado de dois anos, falecendo em 757 a.C.. Foi sucedido por seu irmão Rudamom.